# (16238) Chappe
(16238) Chappe (2000 GY104) – planetoida z grupy pasa głównego asteroid okrążająca Słońce w ciągu 3,63 lat w średniej odległości 2,36 j.a. Odkryta 7 kwietnia 2000 roku.